# Katja Hiller
Katja Hiller (* 1974 in Berlin) ist eine deutsche Schauspielerin und Synchronsprecherin.

## Werdegang
Katja Hiller ist in Berlin (West) aufgewachsen. Nach ihrem Abitur studierte sie von 1996 bis 1999 an der Bayerischen Theaterakademie August Everding in München.
Ihr erstes Engagement führte Hiller an das Grips-Theater in Berlin, danach gab es weitere Engagements am Grillo-Theater in Essen, Theater Oberhausen, Tribüne Berlin und dem Schauspielhaus Zürich. Seit 2011 ist die Schauspielerin wieder festes Ensemblemitglied des Grips-Theaters in Berlin und hat das Haus somit mitgeprägt. Sie wirkte dort in zahlreichen Inszenierungen mit u. a. in Linie1, Eine Linke Geschichte, Der Gast ist Gott, Aussetzer von Lutz Hübner, Frau Müller muss weg, inszeniert von Sönke Wortmann, und Das Heimatkleid unter der Regie von Tim Egloff. Der Monolog Das Heimatkleid wurde 2018 zum Heidelberger Stückemarkt eingeladen. Ihre Rollen führten Katja Hiller auf diverse Festivals und Gastspiele u. a. bis nach Indien.

## Filmografie (Auswahl)
- 1997 Das verflixte Babyjahr
- 2011: Herzen in Fesseln
- 2002: Für alle Fälle Stefanie
- 2003: Alarm für Cobra 11
- 2005: Schloss Einstein
- 2005: Küstenwache
- 2007: GSG 9 – Ihr Einsatz ist ihr Leben
- 2013: Business as Usual
- 2013: Irre sind Männlich
- 2016–2021: Babylon Berlin
- 2017: Berlin Station

## Theater (Auswahl)
- 1996:  Das Kaffeehaus
- 1998: Guildenstein und Rosencranz sind tot
- 1999: Linie 1
- 2000: Max und Milli
- 2001: Cafe Mitte
- 2002: Der Nackte Wahnsinn
- 2002: Die Schneekönigin
- 2003: Ein Blick von der Brücke
- 2003: Der zerbrochene Krug
- 2003: Der Ball ist rund
- 2004: Eine Linke Geschichte
- 2005: Fucking Amal
- 2007: Cindrella
- 2008: Ola, meine Schwester
- 2010: Big Deal
- 2011: Ohne Moos nix los
- 2011: Schöner Wohnen
- 2011: Pünktchen trifft Anton
- 2012: Frau Müller muss weg (Publikumspreis Hamburg und Bensheim)
- 2013: Kebab Connection
- 2013: Aussetzer
- 2014: Der Gast ist Gott
- 2014: Supergute Tage oder die sonderbare Welt des Christopher Boone
- 2015: Don Quixote
- 2016: Die Kriegerin
- 2017: Nasser#7Leben
- 2017: Das Heimatkleid
- 2019: Das Nacktschneckengame
- 2020: Die Welle